# Marek Semjan
Marek Semjan (* 7. November 1987 in Bratislava, Tschechoslowakei) ist ein slowakischer Tennisspieler.

## Karriere
Semjan spielt hauptsächlich auf der ATP Challenger Tour und der ITF Future Tour. Er konnte auf der ITF Future Tour bislang sechs Einzelsiege feiern. 2011 bis 2013 wurde er mit dem TK Slovan Bratislava jeweils slowakischer Mannschaftsmeister.
Seinen größten Sieg feierte er am 5. Juni 2012 beim ATP Challenger Prostějov, als er dort als Qualifikant in der ersten Runde Fernando Verdasco, damals die Nummer 16 der Welt, mit 6:4, 6:7 (5:7) und 6:4 besiegte.

## Erfolge
| Legende (Anzahl der Siege)  |
| Grand Slam                  |
| ATP World Tour Finals       |
| ATP World Tour Masters 1000 |
| ATP World Tour 500          |
| ATP World Tour 250          |
| ATP Challenger Tour (2)     |

### Doppel

#### Turniersiege
| Nr. | Datum             | Turnier  | Belag     | Partner               | Finalgegner                   | Ergebnis          |
| --- | ----------------- | -------- | --------- | --------------------- | ----------------------------- | ----------------- |
| 1.  | 23. November 2008 | Yokohama | Hartplatz | Tomáš Cakl            | Brendan Evans Martin Slanar   | 6:3, 7:61         |
| 2.  | 12. Juni 2010     | Košice   | Sand      | Miloslav Mečíř junior | Ricardo Hocevar Caio Zampieri | 3:6, 6:1, [13:11] |